# Новикова, Людмила Алексеевна
Людмила Алексеевна Новикова (1901—1977) — советский учёный-онколог-гинеколог, доктор медицинских наук (1955), профессор (1956), член-корреспондент АМН СССР (1961). Главный акушер-гинеколог МЗ СССР (1960—1970).

## Биография
Родилась 3 июня 1901 года в Москве.
В 1924 году окончила медицинский факультет Второго Московского государственного университета.
С 1936 по 1960 годы работала в Московском научно-исследовательском онкологическом институте имени П. А. Герцена, где прошла путь от научного сотрудника до получения в 1956 году звания профессора. Одновременно с 1945 по 1952 годы читала курс гинекологии и онкологии на кафедре онкологии в Центральном институте усовершенствования врачей.
В 1955 году защитила докторскую диссертацию на тему о комбинированном лечении рака шейки матки. С 1961 по 1977 годы возглавляла гинекологическое отделение в Онкологическом научном центре АМН СССР и одновременно с 1960 по 1970 годы была — главным акушером-гинекологом Министерства здравоохранения СССР.
Л. А. Новиковой были предложены методы лечения рака яичников (операция в сочетании с химиотерапией хризомаллином и циклофос-фаном) и рака тела матки (с применением гормональной терапии прогестинами). В монографии «Хорион-эпителиома матки» и последующих работах по этой проблеме Л. А. Новикова обосновала возможность не только излечения больных, но и восстановления репродуктивной функции.
Л. А. Новикова помимо основной деятельности являлась членом бюро Отделения медицины АМН СССР, членом правлений Всесоюзного, Всероссийского и Московского научных обществ акушеров и гинекологов, почётным членом обществ онкологов Казахской ССР и Латвийской ССР, являлась редактором редакционного отдела «Онкология» БМЭ.
Умерла в 1977 году в Москве.

## Награды
- Орден Трудового Красного Знамени